# Ondskabens akse
Ondskabens akse (engelsk: Axis of evil) er et amerikansk politisk udtryk, første gang brugt af den amerikanske præsident George W. Bush i forbindelse med dennes tale til nationen (engelsk: State of the Union Address) den 29. januar 2002. Udtrykket betegner i Bushs tale "regimer som giver støtte og ly til terrorister". De tre lande, der i talen blev nævnt som medlemmer af ondskabens akse, var: Irak, Iran og Nordkorea.

## Oprindelse
Udtrykket blev nedfældet af George Bush' taleskriver, David Frum, og stemmer nøje overens med de neokonservatives politik overfor Iran og Irak i årene forud, (se Dual containment). Begrebet har tydelige associationer til anden verdenskrigs tre aksemagter: Tyskland, Italien og Japan, men har også stærke ligheder til Ronald Reagans udråbning af Sovjetunionen til at være: "Ondskabens imperium", et udtryk ligeledes opfundet af de neo-konservative i Washington

## Kritik
Kritikere af begrebet har hævdet, at Nordkorea udelukkende kom med på listen for at give de kommende krige mod Israel's to største strategiske modstandere Irak og Iran, et bredere sigte og gøre den til et led i noget større.

## Resultatet af ordene
De berørte lande ræsonnerede: "Vel, eftersom vi åbenbart tilhører denne "Ondskabens akse" , så kan vi ligesågodt være usamarbejdsvillige fra begyndelsen af",- og det var præcis hvad som skete, da Nordkorea genstartede sit atomprogram i december dette år, og det iranske præsteskab senere valgte en hardliner som præsident. Begrebet anvendes nu ikke længere, i erkendelse af de store skadevirkninger på det diplomatiske område, som ordene har haft.